# Brlog Ozaljski
Brlog Ozaljski – wieś w Chorwacji, w żupanii karlowackiej, w gminie Kamanje. W 2011 roku liczyła 89 mieszkańców.